# Kurfyrstendømmet Hessen
Kurfyrstendømmet Hessen (tysk: Kurfürstentum Hessen), også kendt som Kurhessen, er et tidligere tysk land, der eksisterede fra 1803 til 1807 og igen fra 1814 til 1866. Dets territorium lå i den centrale del af Tyskland i den nuværende tyske delstat Hessen og svarede væsentlig til det senere regeringsdistrikt Kassel i provinsen Hessen-Nassau. Foruden det uregelmæssigt formede hovedland bestod det af flere smålande, således Grevskabet Schaumburg samt Schmalkalden, og deltes i 4 provinser: Niederhessen med Schaumburg, Oberhessen, Fulda med Sehmalkalden og Hanau. Arealet var 9580,9 km2 og det havde 1864 745.100 indbyggere. Hovedstaden var Kassel.
Kurfyrstendømmet Hessen opstod i 1803, da Napoleon ophøjede landgreven af Hessen-Kassel til kurfyrste. Da Det Tysk-Romerske Rige ophørte i 1806, valgte kurfyrsten af Hessen at forblive kurfyrste, selv om der ikke længere var nogen kejser at vælge. Ved Freden i Tilsit blev Kurfyrstendømmet Hessen indlemmet i Kongeriget Westfalen, men det blev genoprettet ved Wienerkongressen i 1814. Fra 1815 var det medlem af Det Tyske Forbund. I 1866 blev Kurfyrstendømmet Hessen efter dets nederlag i Den preussisk-østrigske krig indlemmet i Kongeriget Preussen, hvor dets territorium blev en del af provinsen Hessen-Nassau.

## Historie
Ved Landgrev Frederik 2. af Hessen-Kassels død i 1785, blev han efterfulgt af hans søn landgrev Vilhelm 9., der kæmpede mod Frankrig i revolutionskrigene og 1795 tiltrådte Freden i Basel; til gengæld for de 1801 på venstre Rhin-bred afståede landstrækninger fik han 1803 rigsstaden Gelnhausen og enklaverne Fritzlar, Holzhausen og Amoneburg samt kurværdigheden, som han i maj 1803 antog under navn af Vilhelm 1. I 1806 sluttede han overenskomst med Napoleon til opretholdelse af kurfyrstendømmets neutralitet, men undgik dog ikke, da Napoleon ikke stolede på ham, at landet samme år blev besat af franske soldater og ved Freden i Tilsit blev indlemmet i det nyoprettede kongerige Westfalen.

### 1815-1848
På Wienerkongressen 1815 fik han sine lande tilbage og beholdt titel af kurfyrste; en titel der var betydningsløs efter det tysk-romerske riges opløsning , idet kongressen afslog at give ham kongeværdigheden. De under det franske herredømme indførte reformer afskaffedes, og den af kurfyrsten 1817 udstedte hus- og statslov tog så godt som intet hensyn til folkets rettigheder; for at undgå stændernes protest undlod han at sammenkalde dem.
Han efterfulgtes 1821 af sin søn Vilhelm 2., under hvem der 1830 udbrød uroligheder. I september 1830 indvilgede Vilhelm 2. i indkaldelsen af stænderforsamlingen og undertegnede i januar 1831 den af denne vedtagne ny grundlov. Det anstød, han vakte ved sit forhold til den af ham til grevinde af Reichenberg ophøjede Emilie Ortlopp, foranledigede ham til at forlægge residensen til Hanau og i september 1831 at antage sin søn, kurprins Frederik Vilhelm, til medregent. Ved Vilhelm 2.s død 1847 fulgte Frederik Vilhelm 1., der allerede som medregent med alle midler havde bekæmpet landdagen og forfatningen.

### 1848-1866
Februarrevolutionen i 1848 fremkaldte stærk bevægelse i befolkningen, og kurfyrsten blev tvunget til at afskedige sit reaktionære ministerium og gå med til en mængde liberale reformer som fx religionsfrihed og pressefrihed. Efter at den nationale rigsdag i Frankfurt var opløst, sluttede Hessen sig til det preussiske forbund. Men da Østrig atter kom til kræfter, indtrådte i Hessen, som overalt i Tyskland, en reaktion, og februar 1850 udnævnte kurfyrsten Hassenpflug til førsteminister, der med iver kastede sig ind i en kamp mod den liberale forfatning og mod unionen med Preussen. Da landdagen nægtede opkrævelse af skatter, blev forsamlingen opløst, og ved forordningen af 4. september blev der taget bestemmelse om indkrævning af samtlige skatter. Embedsstanden og befolkningen gjorde indsigelser, men kurfyrsten erklærede landet i belejringstilstand, forlagde residensen til Wilhelmsbad og anråbte forbundsdagen i Frankfurt om hjælp. Denne lod i november et bayersk-østrigsk armékorps overskride den kurhessiske grænse og besætte Hanau. Herimod protesterede preusserne og besatte Kassel og Fulda. Preussen var dog ikke i stand til at tage kampen op og måtte derfor ved konferencen i Olmutz overlade Hessen til forbundsdagen, der i marts 1852 ophævede forfatningen af 1831 med tilføjelserne 1848 og 1849 og i april gav landet en ny forfatning. Ifølge denne havde landdagen meget ringe indflydelse og kunne ikke hindre kurfyrsten i at øge sin formue af landets midler og hæmme den økonomiske udvikling ved forbud mod anlæg af jernbaner og fabrikker.
Efter Hassenpflugs fald 1855 fortsattes den reaktionære politik, og først i juni 1862 blev efter preussernes indblanding forfatningen af 1831 atter proklameret. Stridighederne fortsattes dog stadig mellem regeringen og landdagen. Da kurfyrsten 1866 stillede sig på Østrigs side, rykkede preusserne ind den 16. juni, og den 20. september blev Hessen indlemmet i det preussiske monarki. Kurfyrsten, der var ført som krigsfange til Stettin, begav sig til sine godser i Böhmen. 1875 døde kurfyrst Frederik Vilhelm barnløs; den ældre hovedlinje af det hessiske hus repræsenteredes derefter af landgrev Alexander Frederik (født 1863).

## Liste over Kurfyrster af Hessen
- 1803-1821: Vilhelm 1. kurfyrste af Hessen-Kassel
- 1821-1847: Vilhelm 2. kurfyrste af Hessen-Kassel
- 1847-1866: Frederik Vilhelm 1. kurfyrste af Hessen-Kassel, død i 1875

## Landgrever af Hessen-Kassel(-Rumpenheim)
Fra 1875 har landgreverne af Hessen-Kassel(-Rumpenheim) været kongelige højheder og overhoveder for det kurfyrstelige hus i Hessen, fra 1968 er de overhoveder for alle fyrstehuse i Hessen.
- 1785-1837: Frederik 3. af Hessen-Kassel
- 1837-1867: Vilhelm 10. af Hessen-Kassel (far til Louise, dansk dronning 1963-1898, gift med kong Christian 9.)
- 1867-1884: Frederik, dansk tronarving indtil 1853
- 1925-1940: Frederik Karl af Hessen, valgt til Finlands konge i 1918
- 1940-1980: Philipp af Hessen
- 1980-2013: Moritz af Hessen
- 2013- : Heinrich Donatus af Hessen, søstersøn til Prins Richard af Berleburg.

## Eksterne links
51°18′30″N 9°30′00″Ø / 51.30833°N 9.50000°Ø